# Ciudad Deportiva de Fadura
Velódromo de Fadura es una instalación deportiva dedicada a la práctica del ciclismo y del rugby union,  en el municipio de Guecho (Vizcaya, España). Las instalaciones incluyen pistas de atletismo, campos de fútbol y hockey sobre césped, piscinas, pabellón polideportivo cubierto, gimnasios y campos de tenis,  que fueron construidos a principios de los años 60. La tribuna lateral cubierta del velódromo tiene capacidad para 1.000 espectadores sentados. Su pista ovalada para bicicletas está realizada en hormigón.
En el campo de rugby rodeado por la pista, Getxo Rugby Taldea disputa sus partidos como local.  Su superficie es de césped natural. 